# Val-de-Livenne
Val-de-Livenne es una comuna nueva francesa situada en el departamento de Gironda, de la región de Nueva Aquitania.

## Historia
Fue creada el 1 de enero de 2019, en aplicación de una resolución del prefecto de Gironda de 1 de octubre de 2018 con la unión de las comunas de Marcillac y Saint-Caprais-de-Blaye, pasando a estar el ayuntamiento en la antigua comuna de Saint-Caprais-de-Blaye.

## Demografía
Según los datos aportados en la resolución del prefecto de Gironda, la comuna se crea con 1761 habitantes.

## Composición
| Comuna fusionada       | Código INSEE | Población (2016) | Superficie (km²) | Densidad (hab./km²) |
| ---------------------- | ------------ | ---------------- | ---------------- | ------------------- |
| Marcillac              | 33267        | 1150             | 32.23            | 36                  |
| Saint-Caprais-de-Blaye | 33380        | 589              | 5.17             | 114                 |